# Bazoches-sur-Hoëne
Bazoches-sur-Hoëne település Franciaországban, Orne megyében. Lakosainak száma 833 fő (2022. január 1.). Bazoches-sur-Hoëne Saint-Germain-de-Martigny, Bures, Champeaux-sur-Sarthe, Courgeoût, La Mesnière, Sainte-Céronne-lès-Mortagne, Saint-Hilaire-le-Châtel és Saint-Ouen-de-Sécherouvre községekkel határos.

## Népesség
A település népességének változása:
| Lakosok száma | 912  | 879  | 885  | 861  | 850  | 840  | 838  | 831  | 833  |
|               | 2013 | 2015 | 2016 | 2017 | 2018 | 2019 | 2020 | 2021 | 2022 |